# Sportgemeinschaft 09 Wattenscheid 2002-2003
Questa voce raccoglie le informazioni riguardanti la Sportgemeinschaft 09 Wattenscheid nelle competizioni ufficiali della stagione 2002-2003.

## Stagione
Nella stagione 2002-2003 il Wattenscheid, allenato da Hans Bongartz, concluse il campionato di Regionalliga nord al 4º posto.

## Rosa
| N. |                     | Ruolo | Calciatore        |
| -- | ------------------- | ----- | ----------------- |
| 1  | Germania (bandiera) | P     | Rene Renno        |
| 3  | Germania (bandiera) | D     | Carsten Baumann   |
| 4  | Germania (bandiera) | D     | Andreas Teichmann |
| 5  | Germania (bandiera) | D     | Uwe Grauer        |
| 6  | Germania (bandiera) | C     | Markus Katriniok  |
| 7  | Ucraina (bandiera)  | A     | Sergej Dikhtiar   |
| 9  | Germania (bandiera) | C     | Thomas Puschmann  |
| 10 | Turchia (bandiera)  | C     | Hamit Altıntop    |
| 11 | Germania (bandiera) | C     | Tobias Weis       |
| 12 | Germania (bandiera) | C     | Markus Ehrhard    |
| 13 | Germania (bandiera) | D     | Andreas Köster    |
| 14 | Germania (bandiera) | C     | Dennis Lucke      |
| 15 | Germania (bandiera) | D     | Michael Stuckmann |
| 16 | Camerun (bandiera)  | A     | Charly Kuntz      |
| 17 | Germania (bandiera) | C     | Marc Bach         |

| N. |                      | Ruolo | Calciatore        |
| -- | -------------------- | ----- | ----------------- |
| 18 | Germania (bandiera)  | D     | Arthur Matlik     |
| 18 | Germania (bandiera)  | A     | Alexander Löbe    |
| 19 | Turchia (bandiera)   | A     | Halil Altıntop    |
| 19 | Germania (bandiera)  | A     | Benjamin Maizi    |
| 20 | Germania (bandiera)  | C     | Patrick Nolden    |
| 21 | Germania (bandiera)  | P     | Sebastian Butz    |
| 22 | Germania (bandiera)  | P     | Christoph Jacob   |
| 22 | Germania (bandiera)  | A     | Volkan Kiral      |
| 24 | Rep. Ceca (bandiera) | C     | Jiří Homola       |
|    | Germania (bandiera)  | D     | Stephan Dragowich |
|    | Germania (bandiera)  | D     | Michael Jost      |
|    | Germania (bandiera)  | C     | Björn Göseke      |
|    | Turchia (bandiera)   | C     | Farat Toku        |
|    | Germania (bandiera)  | A     | Guido Silberbach  |

## Organigramma societario
Area tecnica
- Allenatore: Hans Bongartz
- Allenatore in seconda:
- Preparatore dei portieri:
- Preparatori atletici:
- Analisi video:

## Calciomercato

### Sessione estiva
| Acquisti | Acquisti         | Acquisti       | Acquisti |
| R.       | Nome             | da             | Modalità |
| -------- | ---------------- | -------------- | -------- |
| P        | Christoph Jacob  | Duisburg       |          |
| C        | Markus Ehrhard   | Bochum         |          |
| A        | Volkan Kiral     | Schalke 04 U19 |          |
| A        | Alexander Löbe   | Malatyaspor    |          |
| C        | Thomas Puschmann | Uerdingen 05   |          |
| C        | Tobias Weis      | Karlsruhe      |          |

| Cessioni | Cessioni          | Cessioni       | Cessioni |
| R.       | Nome              | a              | Modalità |
| -------- | ----------------- | -------------- | -------- |
| D        | Frank Bläker      | Wuppertal      |          |
| A        | Soundiata Gomes   | Gütersloh      |          |
| A        | Abdul Iyodo       | Schalke 04     |          |
| C        | Andreas Przybilla | Union Solingen |          |

### Sessione invernale
| Acquisti | Acquisti    | Acquisti | Acquisti |
| R.       | Nome        | da       | Modalità |
| -------- | ----------- | -------- | -------- |
| C        | Jiří Homola | Lubecca  |          |

| Cessioni | Cessioni      | Cessioni   | Cessioni |
| R.       | Nome          | a          | Modalità |
| -------- | ------------- | ---------- | -------- |
| C        | Bright Ojigwe | TuS Hordel |          |

## Risultati

### Regionalliga

#### Girone di andata
| Arbitro: | Hoyzer |

|             |           |  |
| Neubert 20’ | Marcatori |  |

| Arbitro: | Gagelmann |

|          |           |                                  |
| Löbe 65’ | Marcatori | 33’ Demir 67’ Fröhlich 86’ Krieg |

| Arbitro: | Stachowiak |

|                                 |           |                                    |
| Antwerpen 3’, 39’ Bienemann 88’ | Marcatori | 33’ Altıntop 90’ Bach 91’ Dikhtiar |

| Arbitro: | Hennecke |

|                                                |           |                                       |
| Altıntop 11’ Altıntop 40’ (rig.) Katriniok 47’ | Marcatori | 2’ Federico 34’ Steegmann 50’ Niedrig |

| Arbitro: | Hoyzer |

|                       |           |          |
| Altıntop 26’ Löbe 71’ | Marcatori | 6’ Tutas |

| Arbitro: | Schriever |

|             |           |          |
| Schmidt 67’ | Marcatori | 26’ Löbe |

| Arbitro: | Schempershauwe |

|  |           |                       |
|  | Marcatori | 61’ Streit 79’ Bester |

| Arbitro: | Plaggenborg |

|                            |           |                                          |
| Guščinas 19’, 32’ Dowe 90’ | Marcatori | 16’ Löbe 30’ Puschmann 56’, 87’ Altıntop |

| Arbitro: | Hielscher |

|                       |           |                     |
| Altıntop 42’ Löbe 53’ | Marcatori | 41’ Boden 49’ Kubis |

| Dortmund 29 settembre 2002, ore 14:00 CEST 10ª giornata | Borussia Dortmund II | 0 – 0 referto | Wattenscheid 09 | Stadio Rote Erde (978 spett.)\| Arbitro: \| Grabanowski \| |
| Arbitro:                                                | Grabanowski          |               |                 |                                                            |

| Arbitro: | Fleske |

|                       |           |             |
| Altıntop 75’ Löbe 78’ | Marcatori | 17’ Noveski |

| Arbitro: | Steinhaus-Webb |

|              |           |  |
| Bierofka 72’ | Marcatori |  |

| Arbitro: | Lupp |

|               |           |            |
| Löbe 50’, 53’ | Marcatori | 77’ Enochs |

| Arbitro: | Thomßen |

|  |           |                                             |
|  | Marcatori | 35’, 41’ Altıntop 45’ (rig.) Löbe 89’ Maizi |

| Arbitro: | Czech |

|                                                    |           |  |
| Löbe 22’ Altıntop 30’ Matlik 61’ Kushev 89’ (aut.) | Marcatori |  |

| Arbitro: | Jauch |

|                         |           |                                                     |
| Lenze 20’ Kuru 37’, 43’ | Marcatori | 32’, 46’ Löbe 41’ Stuckmann 65’ Altıntop 74’ Matlik |

| Arbitro: | Winkmann |

|                                   |           |           |
| Altıntop 21’ Löbe 24’ Ehrhard 71’ | Marcatori | 31’ Kampf |

#### Girone di ritorno
| Arbitro: | Otte |

|                                        |           |             |
| Ehrhard 51’ Nolden 58’ Löbe 90’ (rig.) | Marcatori | 14’ Neubert |

| Arbitro: | Meyer |

|                |           |  |
| Demir 22’, 90’ | Marcatori |  |

| Bochum 8 dicembre 2002, ore 15:00 CET 20ª giornata | Wattenscheid 09 | 0 – 0 referto | Preußen Münster | Lohrheidestadion (1 525 spett.)\| Arbitro: \| Margenberg \| |
| Arbitro:                                           | Margenberg      |               |                 |                                                             |

| Arbitro: | Melms |

|  |           |                          |
|  | Marcatori | 15’ Ehrhard 76’ Altıntop |

| Arbitro: | Czech |

|  |           |                                            |
|  | Marcatori | 30’ Katriniok 73’ Homola 80’, 81’ Altıntop |

| Arbitro: | Plaggenborg |

|                                            |           |                              |
| Löbe 53’ (rig.) Altıntop 70’ Katriniok 82’ | Marcatori | 14’ (rig.) Gockel 41’ Perdei |

| Arbitro: | Melms |

|           |           |                   |
| Yilmaz 8’ | Marcatori | 41’, 43’ Altıntop |

| Arbitro: | Weber |

|  |           |          |
|  | Marcatori | 18’ Rose |

| Arbitro: | Lupp |

|  |           |                                              |
|  | Marcatori | 39’ Altıntop 52’ Stuckmann 77’ (rig.) Grauer |

| Arbitro: | Aust |

|                     |           |             |
| Altıntop 60’ (rig.) | Marcatori | 66’ Senesie |

| Arbitro: | Fleske |

|                                     |           |                         |
| Broum 35’ Grund 51’ (rig.) Jank 69’ | Marcatori | 10’ Homola 44’ Altıntop |

| Arbitro: | Hennecke |

|                                |           |           |
| Homola 31’ (rig.) Altıntop 38’ | Marcatori | 24’ Dogan |

| Arbitro: | Koop |

|                      |           |  |
| Claaßen 27’ Vier 58’ | Marcatori |  |

| Arbitro: | Gräfe |

|  |           |          |
|  | Marcatori | 41’ Luis |

| Arbitro: | Jauch |

|  |           |                                 |
|  | Marcatori | 35’ Ehrhard 74’ Homola 89’ Toku |

| Arbitro: | Margenberg |

|               |           |                   |
| Löbe 67’, 71’ | Marcatori | 85’, 89’ Ferrulli |

| Arbitro: | Anklam |

|                                                         |           |                     |
| Cariccio 37’, 53’ Moritz 42’ (rig.) Lau 75’ Okuyama 77’ | Marcatori | 28’, 47’, 50’ Kuntz |

## Statistiche

### Statistiche di squadra
| Competizione      | Punti | In casa | In casa | In casa | In casa | In casa | In casa | In trasferta | In trasferta | In trasferta | In trasferta | In trasferta | In trasferta | Totale | Totale | Totale | Totale | Totale | Totale | DR  |
| Competizione      | Punti | G       | V       | N       | P       | Gf      | Gs      | G            | V            | N            | P            | Gf           | Gs           | G      | V      | N      | P      | Gf     | Gs     | DR  |
| ----------------- | ----- | ------- | ------- | ------- | ------- | ------- | ------- | ------------ | ------------ | ------------ | ------------ | ------------ | ------------ | ------ | ------ | ------ | ------ | ------ | ------ | --- |
| Regionalliga nord | 56    | 17      | 8       | 5       | 4       | 30      | 24      | 17           | 8            | 3            | 6            | 36           | 25           | 34     | 16     | 8      | 10     | 66     | 49     | +17 |
| Totale            | 56    | 17      | 8       | 5       | 4       | 30      | 24      | 17           | 8            | 3            | 6            | 36           | 25           | 34     | 16     | 8      | 10     | 66     | 49     | +17 |

### Andamento in campionato
| Giornata  | 1  | 2  | 3  | 4  | 5  | 6  | 7  | 8  | 9  | 10 | 11 | 12 | 13 | 14 | 15 | 16 | 17 | 18 | 19 | 20 | 21 | 22 | 23 | 24 | 25 | 26 | 27 | 28 | 29 | 30 | 31 | 32 | 33 | 34 |
| --------- | -- | -- | -- | -- | -- | -- | -- | -- | -- | -- | -- | -- | -- | -- | -- | -- | -- | -- | -- | -- | -- | -- | -- | -- | -- | -- | -- | -- | -- | -- | -- | -- | -- | -- |
| Luogo     | T  | C  | T  | C  | C  | T  | C  | T  | C  | T  | C  | T  | C  | T  | C  | T  | C  | C  | T  | C  | T  | T  | C  | T  | C  | T  | C  | T  | C  | T  | C  | T  | C  | T  |
| Risultato | P  | P  | N  | N  | V  | N  | P  | V  | N  | N  | V  | P  | V  | V  | V  | V  | V  | V  | P  | N  | V  | V  | V  | V  | P  | V  | N  | P  | V  | P  | P  | V  | N  | P  |
| Posizione | 12 | 15 | 15 | 16 | 14 | 14 | 16 | 12 | 13 | 13 | 11 | 11 | 10 | 9  | 6  | 5  | 5  | 3  | 4  | 5  | 3  | 2  | 1  | 1  | 3  | 3  | 3  | 4  | 3  | 4  | 4  | 4  | 4  | 4  |

Legenda:

Luogo: C = Casa; T = Trasferta. Risultato: V = Vittoria; N = Pareggio; P = Sconfitta.

### Statistiche dei giocatori
| H. Altıntop   | 33 | 16 | 4 | 0 |
| H. Altıntop   | 33 | 7  | 9 | 0 |
| M. Bach       | 26 | 1  | 4 | 0 |
| C. Baumann    | 14 | 0  | 8 | 0 |
| S. Butz       | 0  | 0  | 0 | 0 |
| S. Dikhtiar   | 14 | 1  | 0 | 0 |
| S. Dragowich  | 1  | 0  | 0 | 0 |
| M. Ehrhard    | 16 | 4  | 1 | 0 |
| U. Grauer     | 32 | 1  | 2 | 0 |
| B. Göseke     | 2  | 0  | 0 | 0 |
| J. Homola     | 14 | 4  | 1 | 0 |
| C. Jacob      | 22 | 0  | 0 | 0 |
| M. Jost       | 0  | 0  | 0 | 0 |
| M. Katriniok  | 18 | 3  | 4 | 0 |
| V. Kiral      | 6  | 0  | 0 | 0 |
| C. Kuntz      | 1  | 3  | 0 | 0 |
| A. Köster     | 14 | 0  | 1 | 0 |
| D. Lucke      | 0  | 0  | 0 | 0 |
| Y. Lupito     | 1  | 0  | 0 | 0 |
| A. Löbe       | 27 | 17 | 4 | 0 |
| B. Maizi      | 5  | 1  | 0 | 0 |
| A. Matlik     | 34 | 2  | 4 | 0 |
| K. Neumann    | 1  | 0  | 0 | 0 |
| P. Nolden     | 19 | 1  | 3 | 0 |
| T. Puschmann  | 26 | 1  | 4 | 0 |
| R. Renno      | 13 | 0  | 0 | 0 |
| G. Silberbach | 1  | 0  | 0 | 0 |
| R. Stamer     | 3  | 0  | 0 | 0 |
| M. Stuckmann  | 29 | 2  | 7 | 0 |
| A. Teichmann  | 30 | 0  | 3 | 0 |
| F. Toku       | 5  | 1  | 1 | 0 |
| T. Weis       | 1  | 0  | 0 | 0 |